# Alonso de Espinosa
Alonso de Espinosa (Alcalá de Henares, 1543 – 1616) è stato un religioso e missionario spagnolo, fu il primo cronista dell'Isola di Tenerife.

## Biografia
Poco si sa dei suoi primi anni. Nacque ad Alcalá de Henares, ma da bambino si trasferì in Guatemala, dove era diventato sacerdote dell'ordine domenicano. Nel 1579 tornò in Spagna, più precisamente si stabilì nelle Isole Canarie. Mentre era lì, investigò sul miracolo dell'apparizione di Nostra Signora della Candelaria (Patrona delle Isole Canarie), la cui scoperta da parte di due guanci indigeni sarebbe avvenuta all'incirca nel 1392.
Nel 1594 si trasferì a Siviglia, e lì pubblicò il suo libro "Historia de Nuestra Señora de Candelaria". Quest'opera è divisa in quattro libri, il primo dei quali costituisce il quadro geografico e storico del tema principale dell'opera, inclusa la descrizione dell'isola di Tenerife e dei suoi ex coloni (i Guanci). Il testo, insieme al trattato storico attribuito a Fray Juan de Abreu Galindo e al libro di Leonardo Torriani, è la migliore fonte esistente sul modo di vivere e sui costumi dei Guanci.
Espinosa ha anche pubblicato un altro libro; "Del origen y milagros de la Santa Imagen de nuestra Señora de Candelaria, que apareció en la Isla de Tenerife con la descripción de esta Isla" che è anche la prima storia dell'isola di Tenerife, oltre ad essere il secondo libro a stampa che tratta esclusivamente sulle Isole Canarie. Quest'opera, di Alonso de Espinosa, è una delle fonti etnoistoriche più importanti sul passato dell'arcipelago, citata e commentata dalla maggior parte degli storici successivi.

## Opere
- Historia de Nuestra Señora de Candelaria
- Del origen y milagros de la Santa Imagen de nuestra Señora de Candelaria, que apareció en la Isla de Tenerife con la descripción de esta Isla